# Verbandsgemeinde Südeifel
Die Verbandsgemeinde Südeifel ist eine Gebietskörperschaft im Eifelkreis Bitburg-Prüm in Rheinland-Pfalz. Der Verbandsgemeinde gehören die Stadt Neuerburg sowie 64 weitere Ortsgemeinden an, der Verwaltungssitz ist in der Stadt Neuerburg. Die Verbandsgemeinde wurde zum 1. Juli 2014 aus dem Zusammenschluss der Verbandsgemeinden Irrel und Neuerburg gebildet.

## Verbandsangehörige Gemeinden
| Ortsgemeinde, Stadt       | Fläche (km²) | Einwohner |
| ------------------------- | ------------ | --------- |
| Affler                    | 1,99         | 30        |
| Alsdorf                   | 6,37         | 477       |
| Altscheid                 | 5,89         | 92        |
| Ammeldingen an der Our    | 2,62         | 20        |
| Ammeldingen bei Neuerburg | 4,49         | 243       |
| Bauler                    | 6,04         | 83        |
| Berkoth                   | 7,18         | 82        |
| Berscheid                 | 7,49         | 62        |
| Biesdorf                  | 5,45         | 231       |
| Bollendorf                | 13,15        | 1.627     |
| Burg                      | 2,73         | 18        |
| Dauwelshausen             | 2,05         | 89        |
| Echternacherbrück         | 4,74         | 1.089     |
| Eisenach                  | 6,31         | 395       |
| Emmelbaum                 | 2,69         | 81        |
| Ernzen                    | 9,99         | 410       |
| Ferschweiler              | 7,41         | 1.037     |
| Fischbach-Oberraden       | 6,67         | 47        |
| Geichlingen               | 5,32         | 434       |
| Gemünd                    | 2,83         | 38        |
| Gentingen                 | 4,18         | 98        |
| Gilzem                    | 4,98         | 443       |
| Heilbach                  | 6,47         | 112       |
| Herbstmühle               | 2,15         | 25        |
| Holsthum                  | 9,31         | 625       |
| Hommerdingen              | 2,04         | 90        |
| Hütten                    | 3,09         | 56        |
| Hüttingen bei Lahr        | 4,40         | 147       |
| Irrel                     | 7,06         | 1.698     |
| Karlshausen               | 7,09         | 417       |
| Kaschenbach               | 4,45         | 67        |
| Keppeshausen              | 2,31         | 17        |
| Körperich                 | 19,12        | 1.110     |
| Koxhausen                 | 3,81         | 92        |
| Kruchten                  | 5,38         | 399       |
| Lahr                      | 7,23         | 190       |
| Leimbach                  | 2,95         | 42        |
| Menningen                 | 3,42         | 164       |
| Mettendorf                | 14,98        | 1.074     |
| Minden                    | 3,72         | 272       |
| Muxerath                  | 4,54         | 39        |
| Nasingen                  | 2,38         | 48        |
| Neuerburg, Stadt          | 10,20        | 1.344     |
| Niederraden               | 2,00         | 48        |
| Niederweis                | 7,55         | 271       |
| Niehl                     | 1,99         | 68        |
| Nusbaum                   | 17,16        | 433       |
| Obergeckler               | 7,75         | 187       |
| Peffingen                 | 5,80         | 211       |
| Plascheid                 | 3,40         | 90        |
| Prümzurlay                | 3,88         | 539       |
| Rodershausen              | 5,37         | 162       |
| Roth an der Our           | 1,89         | 242       |
| Schankweiler              | 6,55         | 201       |
| Scheitenkorb              | 2,82         | 29        |
| Scheuern                  | 6,51         | 32        |
| Sevenig bei Neuerburg     | 5,92         | 38        |
| Sinspelt                  | 2,44         | 419       |
| Übereisenbach             | 2,39         | 55        |
| Uppershausen              | 3,41         | 53        |
| Utscheid                  | 5,75         | 442       |
| Waldhof-Falkenstein       | 3,01         | 19        |
| Wallendorf                | 8,71         | 408       |
| Weidingen                 | 5,84         | 174       |
| Zweifelscheid             | 1,81         | 59        |
| Verbandsgemeinde Südeifel | 358,64       | 19.334    |

(Einwohner am 31. Dezember 2024)

## Geschichte
Die bisherigen Verbandsgemeinden Neuerburg und Irrel waren 1970 im Rahmen der ersten rheinland-pfälzischen Verwaltungsreform aus mehreren aus der preußischen Zeit stammenden Ämtern entstanden.
Am 28. September 2010 wurde das „Erste Gesetz zur Kommunal- und Verwaltungsreform“ erlassen mit dem Ziel, Leistungsfähigkeit, Wettbewerbsfähigkeit und Verwaltungskraft der kommunalen Strukturen zu verbessern. Bezüglich der Verbandsgemeinden wurde festgelegt, dass diese mindestens 12.000 Einwohner (Hauptwohnung am 30. Juni 2009) umfassen sollen. In der Verbandsgemeinde Irrel waren am Stichtag 9.021, in der Verbandsgemeinde Neuerburg 9.788 Einwohner gemeldet. Innerhalb der bis zum 30. Juni 2012 befristeten sogenannten Freiwilligkeitsphase kam ein freiwilliger Zusammenschluss mit einer Nachbarverbandsgemeinde nicht zustande.
Am 20. Dezember 2013 wurde per Landesgesetz verfügt, dass die Verbandsgemeinde Irrel am 1. Juli 2014 in die Verbandsgemeinde Neuerburg eingegliedert wird. Die durch die Eingliederung umgebildete Verbandsgemeinde führt zunächst den Namen „Südeifel“. Das fachlich zuständige Ministerium wird innerhalb eines Jahres nach der Gebietsänderung den Namen der umgebildeten Verbandsgemeinde festlegen. Als Sitz der Verbandsgemeinde Südeifel wurde die Stadt Neuerburg festgelegt.
Die Verbandsgemeinde Irrel hatte hierzu beim rheinland-pfälzischen Verfassungsgerichtshof in Koblenz eine Normenkontrollklage eingereicht und machte geltend, in ihrer kommunalen Selbstverwaltungsgarantie verletzt zu sein. Am 29. Juni 2015 entschied der Verfassungsgerichtshof, dass die Eingliederung der Verbandsgemeinde Irrel in die Verbandsgemeinde Neuerburg verfassungsgemäß ist (Aktenzeichen: VGH N 7/14).
Zum 1. Januar 2025 wurde die Ortsgemeinde Niedergeckler nach Obergeckler eingemeindet.

## Bevölkerungsentwicklung
Die Entwicklung der Einwohnerzahl bezogen auf das heutige Gebiet der Verbandsgemeinde Südeifel; die Werte von 1871 bis 1987 beruhen auf Volkszählungen:
| Verbandsgemeinde Südeifel: Einwohnerzahlen von 1815 bis 2023 | Verbandsgemeinde Südeifel: Einwohnerzahlen von 1815 bis 2023 | Verbandsgemeinde Südeifel: Einwohnerzahlen von 1815 bis 2023 | Verbandsgemeinde Südeifel: Einwohnerzahlen von 1815 bis 2023 | Verbandsgemeinde Südeifel: Einwohnerzahlen von 1815 bis 2023 |
| ------------------------------------------------------------ | ------------------------------------------------------------ | ------------------------------------------------------------ | ------------------------------------------------------------ | ------------------------------------------------------------ |
| Jahr                                                         |                                                              |                                                              |                                                              | Einwohner                                                    |
| 1815                                                         | 1815                                                         |                                                              | 10.850                                                       | 10.850                                                       |
| 1835                                                         | 1835                                                         |                                                              | 17.087                                                       | 17.087                                                       |
| 1871                                                         | 1871                                                         |                                                              | 17.359                                                       | 17.359                                                       |
| 1905                                                         | 1905                                                         |                                                              | 18.020                                                       | 18.020                                                       |
| 1939                                                         | 1939                                                         |                                                              | 23.524                                                       | 23.524                                                       |
| 1950                                                         | 1950                                                         |                                                              | 18.292                                                       | 18.292                                                       |
| 1961                                                         | 1961                                                         |                                                              | 18.949                                                       | 18.949                                                       |
| 1970                                                         | 1970                                                         |                                                              | 19.060                                                       | 19.060                                                       |
| 1987                                                         | 1987                                                         |                                                              | 17.910                                                       | 17.910                                                       |
| 1997                                                         | 1997                                                         |                                                              | 18.441                                                       | 18.441                                                       |
| 2005                                                         | 2005                                                         |                                                              | 18.346                                                       | 18.346                                                       |
| 2011                                                         | 2011                                                         |                                                              | 18.726                                                       | 18.726                                                       |
| 2017                                                         | 2017                                                         |                                                              | 18.940                                                       | 18.940                                                       |
| 2023                                                         | 2023                                                         |                                                              | 19.784                                                       | 19.784                                                       |
|                                                              |                                                              |                                                              |                                                              |                                                              |

## Politik

### Verbandsgemeinderat
Der neue Verbandsgemeinderat Südeifel besteht aus 36 ehrenamtlichen Ratsmitgliedern, die bei der Kommunalwahl am 9. Juni 2024 in einer personalisierten Verhältniswahl gewählt wurden, und dem hauptamtlichen Bürgermeister als Vorsitzendem. Bis zur Wahl 2024 hatte der Verbandsgemeinderat 32 Ratsmitglieder, die Erhöhung auf 36 Sitze war nach rheinland-pfälzischem Wahlrecht durch die gestiegene Einwohnerzahl der Gebietskörperschaft notwendig geworden.
Die Sitzverteilung im Verbandsgemeinderat:
| Wahl | SPD | CDU | Grüne | FDP | FW | FWG | UBV | WGR | Gesamt   |
| ---- | --- | --- | ----- | --- | -- | --- | --- | --- | -------- |
| 2024 | 7   | 13  | 3     | –   | 8  | 5   | –   | –   | 36 Sitze |
| 2019 | 7   | 13  | 5     | –   | –  | 4   | 3   | –   | 32 Sitze |
| 2014 | 7   | 13  | 2     | 1   | –  | 3   | 4   | 2   | 32 Sitze |

- FWG = Freie Wählergemeinschaft der Verbandsgemeinde Südeifel e. V.
- UBV = Unabhängige Bürgervertretung e. V.

### Bürgermeister
Zum Bürgermeister der neuen Verbandsgemeinde wurde am 25. Mai 2014 Moritz Petry (CDU) mit 64,91 % direkt gewählt. Seine achtjährige Amtszeit begann am 1. Juli 2014. Bei der Direktwahl am 21. November 2021 wurde er mit einem Stimmenanteil von 83,3 % ohne Gegenkandidat für weitere acht Jahre in seinem Amt bestätigt. Nachdem Petry im Oktober 2023 jedoch zum Geschäftsführer des Gemeinde- und Städtebundes Rheinland-Pfalz gewählt worden war, gab er sein Amt auf, sodass für den 9. Mai 2024 Neuwahlen angesetzt wurden. Für diese einigten sich die Fraktionen der CDU, der SPD und von zwei unabhängigen Wählergruppen auf Anna Carina Krebs als Kandidatin. Diese ist zwar CDU-Mitglied, trat jedoch als unabhängige Kandidatin an. Die Freien Wähler, die jedoch im Gegensatz zur Freien Wähler Gemeinschaft (FWG) nicht im Verbandsgemeinderat sitzen, kritisierten diese gemeinsame Kandidatur als "von langer Hand geplanten Coup" mit dem Ziel, sich bei der Wahl im Juni einen Vorsprung zu verschaffen und nominierten Nicole Mrotzek als eigene Kandidatin. Außerdem kandidierte Carola Molitor ebenfalls als unabhängige Kandidatin. Anna Carina Krebs wurde mit 54,7 % der Stimmen direkt gewählt. Es folgten Nicole Mrotzek (25,1 %) und Carola Molitor (20,1 %).
Anna Carina Krebs wurde am 12. Juli 2024 von der 1. Beigeordneten im Rahmen der konstituierenden Sitzung des Verbandsgemeinderates der Verbandsgemeinde Südeifel zur neuen Bürgermeisterin ernannt.

### Wappen
| Wappen von Verbandsgemeinde Südeifel | Blasonierung: „Schild schwarz bordiert, in Silber ein blauer Wellenbalken schräglinks, vorn ein dreizinniger roter Turm mit schwarzem Tor, hinten ein rotes Glevenkreuz.“ |
| Wappen von Verbandsgemeinde Südeifel | Wappenbegründung: Die Farben Rot und Silber stehen für die frühere Herrschaft im heutigen Verbandsgemeindegebiet durch die Grafen von Vianden als Vögte der Reichsabtei Prüm, ab 1264 wechselte die Herrschaft auf Luxemburg, das bis zum Ende des 18. Jahrhunderts die Lehensherrschaft über Vianden ausübte (Blau und Silber). Der rote Burgturm entstammt dem Wappen der ehemaligen Verbandsgemeinde Neuerburg und symbolisiert gleichzeitig die noch bestehenden Burgen im Verbandsgemeindegebiet. Das Glevenkreuz entstammt dem Wappen der ehemaligen Verbandsgemeinde Irrel. Es stand für die Zugehörigkeit von 13 der insgesamt 17 Gemeinden zur Propstei Echternach. Der Wellenbalken symbolisiert den Wasserreichtum und die Flusslage zahlreicher Gemeinden. Die schwarze Bordüre symbolisiert die Verbandsgemeinde als solche. Das von Christian Credner entworfene Wappen wurde am 10. Dezember 2015 vom Verbandsgemeinderat beschlossen und am 15. März 2016 von der Kreisverwaltung des Eifelkreises Bitburg-Prüm genehmigt. |